# Carouge à œil clair
Agelasticus xanthophthalmus
Espèce
Répartition géographique
Statut de conservation UICN

 LC  : Préoccupation mineure
Synonymes
Agelaius xanthophthalmus (Short, 1969)
Le Carouge à œil clair (Agelasticus xanthophthalmus) est une espèce d'oiseaux de la famille des ictéridés qu’on retrouve en Amérique du Sud.

## Distribution
Le Carouge à œil clair est rare. Les quelques lieux où il a été observé sont éparpillés au Pérou et en Équateur.

## Habitat
Le Carouge à œil clair habite les marais bordant les bras morts de l’Amazonie, notamment ceux où croissent les herbacées.